# ۲٬۳-دی‌کلرو-۶٬۵-دی‌سیانو-۴٬۱-بنزوکینون
۲،۳-دی‌کلرو-۶،۵-دی‌سیانو-۴،۱-بنزوکینون (به انگلیسی: 2,3-Dichloro-5,6-dicyano-1,4-benzoquinone) یک ترکیب شیمیایی با شناسه پاب‌کم ۶۷۷۵ است. شکل ظاهری این ترکیب، پودر زرد و نارنجی است.